# 陈钟
陈钟（1903年—1982年），原名陈广信，男，吉林榆树人，中华人民共和国政治人物，曾任中共长春市委书记，吉林省人大常委会副主任，第三、五届全国人大代表。